# Austin Spurs
Austin Spurs és un equip que juga a la D-League, una lliga de bàsquet professional dels Estats Units.
El grup va ser batejat originalment com a Colombus Riverdragons i fundat a Columbes (Georgia). Posteriorment va ser donat a Austin (Texas) i va ser rebatejar amb el nom d'Austin Toros. Té la seu al H-E-B Center de Cedar Park.
La temporada 2006-2007 l'equip va ser comprat pel San Antonio Spurs, un equip de l'NBA, amb qui està afiliat des de llavors.
Com a equip de la D-League, una lliga menor de la NBA, els Austin Spurs han servit com a trampolí per passar a la lliga principal per a molts jugadors. De fet, diversos jugadors van acabar jugant al San Antonio Spurs.

## Resultats de cada any
Llegenda: V = Victòries, D = Derrotes, % = % de victòries
| Temporada             | V   | D   | %    | Playoffs                                       | Resultats                                           |
| --------------------- | --- | --- | ---- | ---------------------------------------------- | --------------------------------------------------- |
| Columbus Riverdragons |     |     |      |                                                |                                                     |
| 2001-02               | 31  | 25  | .554 | Perdé les semifinals                           | Greenville 2, Columbus 1                            |
| 2002-03               | 23  | 27  | .460 |                                                |                                                     |
| 2003-04               | 18  | 28  | .391 |                                                |                                                     |
| 2004-05               | 30  | 18  | .625 | Guanyà les semifinals Perdé la D-League Finals | Columbus 96, Roanoke 89 Asheville 90, Columbus 67   |
| Austin Toros          |     |     |      |                                                |                                                     |
| 2005-06               | 24  | 24  | .500 |                                                |                                                     |
| 2006-07               | 21  | 29  | .420 |                                                |                                                     |
| 2007-08               | 30  | 20  | .600 | Guanyà les semifinals Perdé la D-League Finals | Austin 99, Sioux Falls 93 Idaho 2, Austin 1         |
| 2008-09               | 32  | 18  | .640 | Guanyà la primera ronda Perdé les semifinals   | Austin 119, Idaho 116 (OT) Colorado 114, Austin 111 |
| 2009-10               | 0   | 0   | .000 |                                                |                                                     |
| Total                 | 209 | 189 | .525 |                                                |                                                     |